# Корсунь-Новомиргородський плутон
Ко́рсунь-Новоми́ргородський плуто́н — один з найбільших масивів інтрузивних порід Українського щита. 
Розташований на території Черкаської та Кіровоградської областей. Являє собою інтрузивний купол овальної форми площею 5 500 км². 
Витягнутий у субмеридіальному напрямі. Складений верньопротерозойськими породами віком 1690—1760 млн. років, представлені порфіровими та рівномірнозернистими гранітами рапаківі, генетично і просторово пов'язаними з ними сієнітами, а також основними породами — лабрадоритами, норитами, габро тощо. На краях плутону трапляються жильні пегматити, пегматоїдні аплітовидні граніти. З Корсунь-Новомиргородським плутоном пов'язані родовища будівельного і облицювального каменю, прояви виробного каміння, зокрема моріону і топазу.